# Cairo Gorillas
I Cairo Gorillas sono stati una squadra di football americano del Cairo, in Egitto, fondata nel 2015. Sono inattivi dal  2017.

## Dettaglio stagioni

### Tornei nazionali

#### Campionato

##### ELAF
| Stagione | regular season | regular season | regular season | regular season | regular season | regular season | playoff | playoff | playoff | playoff | playoff | playoff      | playoff      |
|          | Vin            | Par            | Per            | Tot            | PF             | PS             | Vin     | Per     | Tot     | PF      | PS      | risultato    | avversaria   |
| -------- | -------------- | -------------- | -------------- | -------------- | -------------- | -------------- | ------- | ------- | ------- | ------- | ------- | ------------ | ------------ |
| 2016     | 1              | 0              | 7              | 8              | 44             | 187            | -       | -       | -       | -       | -       | Quinto posto | -            |
| 2017     | 4              | 0              | 0              | 4              | 28             | 6              | 1       | 1       | 2       | 32      | 32      | Terzo posto  | Cairo Sharks |
| Totale   | 5              | 0              | 7              | 12             | 72             | 193            | 1       | 1       | 2       | 32      | 32      |              |              |

Fonti: Enciclopedia del Football - A cura di Roberto Mezzetti